# أكمية صدئة
أكمية صدئة (الاسم العلمي:Aechmea ferruginea) هي نوع من النباتات تتبع جنس الأكمية من الفصيلة البروميلية.